# Ádám Komlósi
Ádám Komlósi (ur. 6 grudnia 1977 w Budapeczcie) – węgierski piłkarz, występujący na pozycji obrońcy.